# Tarana Burke
Tarana Burke   (Bronx, 12 de setembre de 1973) és una activista pels drets civils del Bronx destacada per fundar el moviment Me Too.
El 2006, Burke va començar a utilitzar la frase «Me Too» a les xarxes socials per conscienciar sobre la violència dels abusos i agressions sexuals a la societat. El 2017 #MeToo es va tornar viral com a hashtag després que les dones van començar a utilitzar-lo per tuitejar sobre les denúncies d'abús sexual de Harvey Weinstein. La frase i el hashtag es van convertir ràpidament en un moviment de basta difusió i, eventualment, un moviment internacional.
La revista Time va anomenar Burke, entre un grup d'altres destacades activistes batejats "les trencadores del silenci", com a persones de l'any de la Revista Time l'any 2017. Burke assistí a presentacions en públic a tot el país i actualment és Directora Sènior de Girls for Gender Equity a Brooklyn.

## Vida i educació primerenques
Burke va néixer al Bronx, Nova York, i es va criar en aquesta zona. Va créixer en una família treballadora de baixos ingressos en un projecte d'habitatges i va ser violada i agredida sexualment tant de nena com d'adolescent. La seva mare la va recolzar en la seva recuperació d'aquests actes violents i la va animar a participar en la comunitat. En la seva biografia Burke afirma que aquestes experiències la van inspirar a treballar per millorar la vida de les nenes que pateixen dificultats extremes. I ja d'adolescent, es va implicar per treballar per millorar la vida de les nenes joves que viuen en comunitats marginades. Primer va estudiar a l'Alabama State University i després va canviar-se a la Universitat d'Auburn, on a la fi va poder graduar-se. Durant la seva etapa a la universitat, va organitzar conferències de premsa i protestes sobre la justícia econòmica i racial.

## Carrera
Activista des del 1989, Tarana Burke es va traslladar a Selma, Alabama, a finals dels anys 90 després de graduar-se a la universitat.
Després de treballar amb supervivents de violència sexual, Burke va desenvolupar el 2003 "Just Be" una organització sense ànim de lucre, que plantejava un programa complet per a nenes de 12 a 18 anys. El 2006, Burke va fundar el moviment Me Too i va començar a utilitzar la frase "Me Too" per sensibilitzar sobre la violència dels abusos i agressions sexuals a la societat.
El 2008 es va traslladar a Filadèlfia i va treballar a Art Sanctuary Philadelphia i altres organitzacions sense ànim de lucre. Va ser consultora per a la pel·lícula de Hollywood 2014 Selma, basada en les marxes del dret de vot de Selma a Montgomery de 1965 dirigides per James Bevel, Hosea Williams, Martin Luther King, Jr. i John Lewis.
La frase "Me Too" es va convertir en un moviment més ampli el 2017 amb l'ús de #MeToo com a hashtag després de les denúncies d'abús sexual de Harvey Weinstein. El 15 d'octubre de 2017, els seus amics van notificar a Burke que el hashtag MeToo s'estava utilitzant en línia. Burke va decidir posar-se en marxa i donar forma al moviment per fer-ho sobre "l'empoderament empàtic". La revista Time va anomenar Burke, entre un grup d'altres destacades activistes femenines que va anomenar "els trencadors del silenci", i com a persona de l'any per la revista Time l'any 2017.
El 2018, va assistir al 75è Premi Globus d'Or convidada per l'actor nord-americà Michelle Williams. Burke va rebre el Prize for Courage 2018 dels Premis Ridenhour, que s'atorga a persones que demostrin una gran valentia d'interès públic i un apassionat compromís amb la justícia social, per haver popularitzat la frase “me too” com una manera d'empatitzar amb les supervivents d'agressions sexuals des de feia una dècada.
Burke és actualment directora principal de Girls for Equity Gender. I organitza tallers per ajudar a millorar les polítiques a les escoles, llocs de treball i llocs de culte i se centra a ajudar les víctimes a no culpar-se de la violència sexual. A més, assisteix a esdeveniments i conferències públiques arreu.

## Activisme

### Girls for Gender Equity
Burke és la directora sènior de Girls for Equity Gender a Brooklyn, que pretén ajudar les dones joves de color a augmentar el seu desenvolupament global a través de diversos programes i classes.

### Just Be Inc.
El 1997, Burke va conèixer una jove que es deia Heaven a Alabama, que li va explicar que havia estat maltractada sexualment pel nuvi de la seva mare. Ella diu que no va saber què respondre-li, i que no va tornar a veure la noia. Diu que ha desitjat haver-li dit "me too" (jo també).
Burke digué que va arribar a creure que les nenes joves necessitaven "atenció diferent" que els seus companys masculins. Aquest i altres incidents van portar a Burke a fundar Just Be Inc., una organització que promou el benestar de les minories joves de 12 a 18 anys. El 2006 en va fer una pàgina de MySpace. I Just Be Inc. va rebre la seva primera subvenció el 2007.

### Moviment Me Too

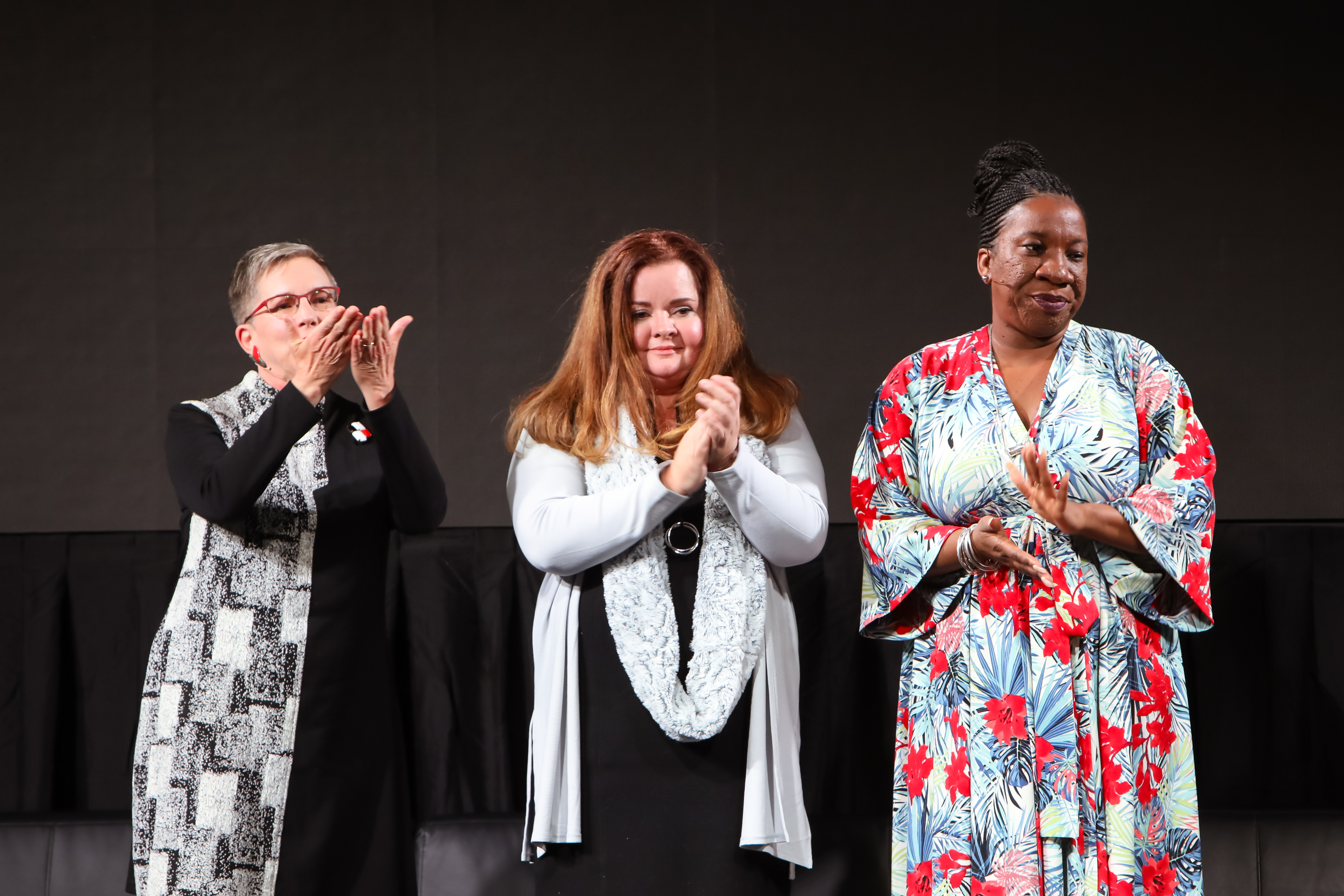
Disobedience Awards 2018 al MIT Media Lab. Sherry Marts, BethAnn McLaughlin i Tarana Burke

El 2006, Burke va fundar el Moviment Me Too i va començar a utilitzar la frase "Me Too" per sensibilitzar sobre la violència dels abusos i agressions sexuals a la societat.
La frase "Me Too" es va convertir en un moviment més ampli després de l'ús del 2017 de #MeToo com a hashtag després de les denúncies d'abús sexual de Harvey Weinstein. L'octubre de 2017, l'actriu Alyssa Milano va animar a les dones a dir "Me Too" si havien patit assetjament sexual o agressions i el hashtag es va tornar viral. Milà va reconèixer ràpidament l'ús anterior de la frase de Burke a Twitter, escrivint "Només vaig prendre consciència d'un moviment anterior #MeToo, i la història de l'origen és a parts iguals punyent i inspiradora". Burke va donar suport a l'ús del hashtag #MeToo.
La revista Time va anomenar Burke, entre un grup d'altres dones destacades activistes batejades com "trencadores del silenci", i com a Persones de l'Any per la reivsta Time el 2017. I els seus compromisos en xerrades i conferències inclogueren per exemple una a la Brown University el febrer de 2018.

## Honors i guardons
- 2017: Time Person of the Year[15]
- 2018: The Ridenhour Prizes, The Ridenhour Prize for Courage
- 2018: SheKnows Media, the VOTY (Voices of the Year) Catalyst Award[26]
- 2019: VH1 Trailblazer Award winner
- 2022: 100 dones de la BBC[27]